# Ornithurae
De Ornithurae zijn een groep vogels.
Ernst Haeckel stelde in 1866 de Sauriurae, de "reptielstaarten" vertegenwoordigd door Archaeopteryx, tegenover de Ornithurae, de "vogelstaarten": alle overige toen bekende vogels, die geen lange staart hadden.
In 1986 gaf de Gauthier de eerste definitie als klade: de groep bestaande uit Aves en alle Maniraptora die nauwer verwant zijn aan Aves dan aan Archaeopteryx. We zien hier dat Gauthier een nauwere definitie van Aves gebruikt dan gebruikelijk: één waarin Archaeopteryx erbuiten valt. De ruimere groep noemde hij de Avialae.
In 1995 gaf Chiappe een geheel andere definitie: de groep bestaande uit de laatste gemeenschappelijke voorouder van de Hesperornithiformes en de Neornithes en al zijn afstammelingen. Bij deze definitie vallen de Enantiornithes erbuiten.
Paul Sereno bekritiseerde deze definitie in 1998 hevig, met het argument dat zij afweek van de oude betekenis, dat de naam zo niet meer toepasselijk was (ook Enantiornithes hebben een korte staart) en dat zij verdacht aanschurkte tegen de interpretatie van Martin uit 1983 dat de Enantiornithes samen met de Archaeornithes tot de Sauriurae zouden behoren, een opvatting waar nochtans niet de geringste kladistische ondersteuning voor bestaat. Hij gaf dat jaar dan ook een eigen definitie die substantieel aansloot bij die van Gauthier uit 1986: de groep bestaande uit Neornithes en alle Aves die nauwer verwant zijn aan Neornithes dan aan Archaeopteryx. Chiappe verdedigde zijn definitie niet — maar nam er ook geen afstand van.
In 1999 sloot Padian zich bij Chiappe aan met een iets afwijkende definitie die verankerd was op Hesperornis.
In 2001 werd de zaak nog ingewikkelder doordat Gauthier een nieuwe definitie gaf: de klade die afstamt van het eerste lid van Panaves dat een "vogelstaart" bezat, welk kenmerk gedefinieerd wordt als een staart korter dan het femur (het dijbeen) indien dat dijbeen gelijk in lengte of korter is dan de lengte van het "onderbeen" (tibiotarsus), welke staart ook een vogelachtige os pygostyle moet vormen, zijnde een uit minder dan zes segmenten samengesteld en ineengedrongen element, vergroeid bij het volwassen dier, omhooggericht met de vorm van een ploegschaar en korter in lengte dan het omhooggegekromde vrije deel van de staart tussen het bekken en de pygostyle indien dat deel althans minder dan acht wervels bedraagt. Een tweede voorwaarde is dat dit kenmerk homoloog moet zijn aan het overeenkomende kenmerk bij moderne vogels; een aparte evolutionaire ontwikkeling als convergentie wordt dus uitgesloten. De zeer ingewikkelde definitie is dus niet strikt op afstamming gebaseerd maar op een apomorfie, een nieuwe eigenschap. Het nadeel van zo'n soort definitie is dat zij vaak te vaag is om eenduidig aan te geven welke soorten eronder vallen: wat is nu precies een "vogelstaart"? Om dit te ondervangen werd een zo precies mogelijke analyse gegeven. Gauthier geeft echter toe dat het logisch onmogelijk is zo'n definitie sluitend te maken en toekomstige paleontologen wordt dan ook verzocht haar naar behoefte nog verder te verfijnen.
In 2005 gaf Sereno een meer exacte definitie: de groep bestaande uit de huismus Passer domesticus en alle soorten nauwer verwant aan Passer dan aan Archaeopteryx lithographica.
Het gevolg van alle onenigheid is dat men de term "Ornithurae" niet kan gebruiken zonder aan te geven volgens wiens definitie hij gebruikt wordt: dus Ornithurae sensu Gauthier 1986, Ornithurae sensu Chiappe, Ornithurae sensu Gauthier 2001 of Ornithurae sensu Sereno. Dit zijn alle verschillende concepten. De geplande invoering van een PhyloCode, een registratie van kladedefinities, zou hier kunnen helpen.
Tot de Ornithurae behoren alle moderne vogels; de groep splitste zich af in het Jura.